# Sport Clube Odemirense
O Sport Clube Odemirense é um clube de futebol português, localizado na vila de Odemira, distrito de Beja. O seu principal rival é o Clube Desportivo Praia Milfontes.

## História
O Sport Clube Odemirense foi fundado em 1923 e a presidente actual chama-se Inês Correia.
Morada - Rua Fortunato Simões dos Santos, nº16, 7630-146 ODEMIRA

## Ligas
- 1962-1963 - 2ª divisão da Associação de Futebol de Beja (1º lugar)
- 1973-1974 - 1ª divisão da Associação de Futebol de Beja (1º lugar)
- 1977-1978 - 1ª divisão da Associação de Futebol de Beja (1º lugar)
- 1977-1978 - Taça Distrital Associação de Futebol de Beja (Vencedor)
- 1994-1995 - 1ª divisão da Associação de Futebol de Beja (1º lugar)
- 2005-2006 - 1ª divisão da Associação de Futebol de Beja (5º lugar, 32 pontos)
- 2006-2007 - 1ª divisão da Associação de Futebol de Beja (8º lugar, 40 pontos)
- 2007-2008 - 1ª divisão da Associação de Futebol de Beja (5º lugar, 42 pontos)
- 2008-2009 - 1ª divisão da Associação de Futebol de Beja (6º lugar, 40 pontos)
- 2009-2010 - 1ª divisão da Associação de Futebol de Beja (1º lugar)
- 2009-2010 - Taça Distrital Associação de Futebol de Beja (Finalista vencido)
- 2011-2012 - 1ª divisão da Associação de Futebol de Beja (5º lugar, 40 pontos)
- 2012-2013 - 1ª divisão da Associação de Futebol de Beja (4º lugar, 52 pontos)
- 2013-2014 - 1ª divisão da Associação de Futebol de Beja (3º lugar, 56 pontos)
- 2013-2014 - Taça Distrital Associação de Futebol de Beja (Finalista vencido)

## Estádio
Estádio Municipal Drº Justino dos Santos (com capacidade para 800 espectadores)

## Marca do equipamento desportivo
A equipa de futebol do Sport Clube Odemirense utiliza equipamento da marca Tepa.

## Patrocínio
A equipa de futebol tem o patrocínio de  Município de Odemira.